# Маркиз де Кадис
Маркиз де Кадис — испанский дворянский титул. Он был создан в 1466 году королем Кастилии Энрике IV для Хуана Понсе де Леона и Айала (1400—1471), 6-го сеньора де Марчена и 2-го графа де Аркос из дома Понсе де Леон.
В 1484 году католические короли Изабелла Кастильская и Фердинанд Арагонский присвоили его сыну Родриго Понсе де Леону (1443—1492) титул 1-го герцога де Кадис. После смерти последнего корона договорилась с его дочерью и наследницей, Франсиской Понсе де Леон и Хименес де ла Фуэнте об ликвидации маркизата и герцогства Кадис, включения города Кадис в состав королевского домена. Её сын Родриго Понсе де Леон и Понсе де Леон (? — 1530) получил в качестве компенсации графство Касарес, а графство Аркос было возведено в ранг герцогства.
В настоящее время никто не владеет этим титулом, потому что он юридически угас.

## Маркизы де Кадис
- Хуан Понсе де Леон и Айала (1400—1471), 1-й маркиз де Кадис и 2-й граф де Аркос, 9-й сеньор де Марчена, сын Педро Понсе де Леона и де Баэса, 1-го графа де Медельин, 1-го графа де Аркос-де-ла-Фронтера, 8-го сеньора де Марчена, и его супруги, Марии Лопес де Айала и де Гусман, дочери канцлера Кастилии Педро Лопеса де Айала.
  - Супруга — его кузина Леонор де Гусман, дочь Альвара Переса де Гусмана, сеньора де Оргаса и де Санта-Олалья, и Санчи Понсе де Леон.
  - Супруга — Леонор Нуньес Гудьель де Прадо, дочь Хуана Нуньеса де Прадо и Урраки Фернандес Гудьель. Ему наследовал его сын от второго брака с Леонор Нуньес:

- Родриго Понсе де Леон (1443—1492), 2-й маркиз де Кадис, 1-й герцог де Кадис, 3-й граф де Аркос и 10-й сеньор де Марчена.
  - Супруга — Беатрис Фернандес де Мельгарехо, дочь Педро Фернандеса де Мельгарехо и Хуаны Ортис. Их брак был аннулирован из-за отсутствия потомства
  - Супруга — Инес Бесерриль Хименес де ла Фуэнте, дочь Родриго Хименеса де Бесерриля и Хуаны Фернандес де ла Фуэнте.
  - Супруга — Беатрис Пачеко Портокарреро, дочь Хуана де Пачеко Портокарреро. Ему наследовал его внук, сын его дочери Франсиски Понсе де Леон, 3-й маркизы де Кадис, и Луиса Понсе де Леона Фигероа, сеньора де Вильягарсия. От второго брака с Инес Хименес у него было трое дочерей: Франсиска Понсе де Леон, наследница титула; Мария Понсе де Леон, вышла замуж за Родриго Мессия Каррильо, 8-го сеньора де Ла-Гуардия и 8-го сеньора де Санта-Эуфемия и Эль-Гихо; Леонор Понсе де Леон, супруга Франсиско Энрикеса де Рибера, графа де Лос-Моларес.

- Франсиска Понсе де Леон и Хименес де ла Фуэнте (? — ?), 3-я маркиза де Кадис, 4-я и последняя графиня де Аркос.
  - Супруг — её двоюродный брат, капитан Луис Понсе де Леон и де Фигероа, 5-й сеньор де Вильяграсия и 2-й маркиз де Сахара. У супругов было одиннадцать детей, в том числе Родриго Понсе де Леон и Понсе де Леон[исп.] (? — 1530), 1-й герцог де Аркос.